# 彩薄齿扇贝
，是莺蛤目海扇蛤科锦海扇蛤属的一种。主要分布于中国大陆、台湾，常栖息在环礁礁瑚间、潮间带至潮下带20米左右，以足丝附着于岩石、珊瑚礁或贝壳上。